# バハラーム4世
バハラーム4世（パフラヴィー語：𐭥𐭫𐭧𐭫𐭠𐭭、生年不詳〜399年）はサーサーン朝の皇帝（シャーハンシャー、在位：388年〜399年）。シャープール3世の息子で、その後を継ぎ即位し、11年間統治をおこなった。
即位する以前は、皇族王として帝国南東部のキルマーン州を統治した。バハラームはキルマーンシャー（ケルマーンシャー、キルマーン王の意）の称号を名乗り、即位後イラン西部に建設した都市ケルマーンシャーの由来となった。
バハラーム4世の治世は、比較的平穏無事であったといえるサーサーン朝の影響下にある東アルメニア王国では、反抗的な態度をとる王ホスロー4世を廃位して、その弟のヴラムシャプーを西アルメニア王国の王位に就けた。395年には、フン族がティグリス・ユーフラテス川周辺地域に侵攻してきたものの、これを撃退した。父シャープール3世と同様に、貴族との政争に敗れ暗殺されると、弟のヤズデギルド1世が後を継いだ。
バハラーム4世の印章は、ケルマーンシャー時代のものと、サーサーン朝皇帝時代のものの2種類が見つかっている。また、バハラーム4世以降の皇帝は、自身の硬貨に鋳造した地名を刻印することが一般的となり、バハラーム4世の統治下でも新たな貨幣鋳造所が設立されている。

## 名前
「Bahram（バハラーム）」は神の名前に由来する名前の一つで、新ペルシア語での表記である。バハラーム4世を含めて、6人のサーサーン朝皇帝がその名を名乗っている。アヴェスター語での、勝利の神ウルスラグナ（Vərəθraγna）、古代ペルシア語の「Vṛθragna」に由来する。サーサーン朝時代に使われた中期ペルシア語では、Warahrān（ワラフラーン）またはWahrām（ワフラーン）と表記する。
また、アルメニア語でVahagn/Vrāmと読み、ギリシア語ではBaranesとなる。さらに、グルジア語ではBaram、ラテン語ではVararanesとされる。

## 即位以前
中世の歴史家タバリーによると、バハラーム4世はシャープール2世（在位：309年〜379年）の息子である。しかし、ハムザ・アル・イスファハニを始め複数の歴史家は、バハラーム4世はシャープール3世（在位：383年〜388年）の息子であると記述しており、後者の説の可能性が高いと考えられている。バハラーム4世は父シャープール3世の治世の中で、皇族王として帝国南東部のキルマーン州（ケルマーン州）を統治した。キルマーン統治中には、Shiragan（現在のシールジャーン）を建設している可能性があり、帝国の滅亡まで、Shiraganはキルマーン州の首都として機能した。また、Shiraganは貨幣を鋳造する都市として、経済的にも重要な役割を果たすだけでなく、農業的にも重要な地域であった。中世の地理学者ヤークート・アル＝ハマウィーによれば、バハラーム4世はヴェフ・アルダシール（現在のバルドシール）に建物を建設している。キルマンの統治者として、キルマーンシャー（ケルマーンシャー、キルマーンの王の意）を名乗った。そのため、バハラームは即位後、イラン西部に新しい都市を建設し、ケルマーンシャーと名付けた。現在のイランのケルマーンシャー州の名前の由来かつ、その州都になっている。
シャープール3世の治世中には、サーサーン朝とローマ帝国の間で、アキリセネの和約が結ばれ、アルメニア王国はサーサーン朝の衛星国家東アルメニア王国と、ローマ帝国の衛星国家西アルメニア王国に分割された。両アルメニア王国の分割線は、北はテオドシオポリスから南はアミダまで引かれていて、アルメニアの大部分はサーサーン朝の手中に入った。なおアキリセネの和約がいつ締結されたかは正確には分からないが、ほとんどの歴史家は387年に締結されたと推測している。西アルメニア王国では、アルサケス朝の王アルサケス3世（在位：378年〜387年）が死んだため、ローマ帝国はアルサケス朝を廃止して、東ローマ帝国領アルメニアとして直接統治に乗り出した。ペルサルメニア（Persarmenia）とも呼ばれる、サーサーン朝の影響下にあるアルメニアでは、アルサケス朝が存続し、ホスロー4世が王位に就いていた。

## 治世

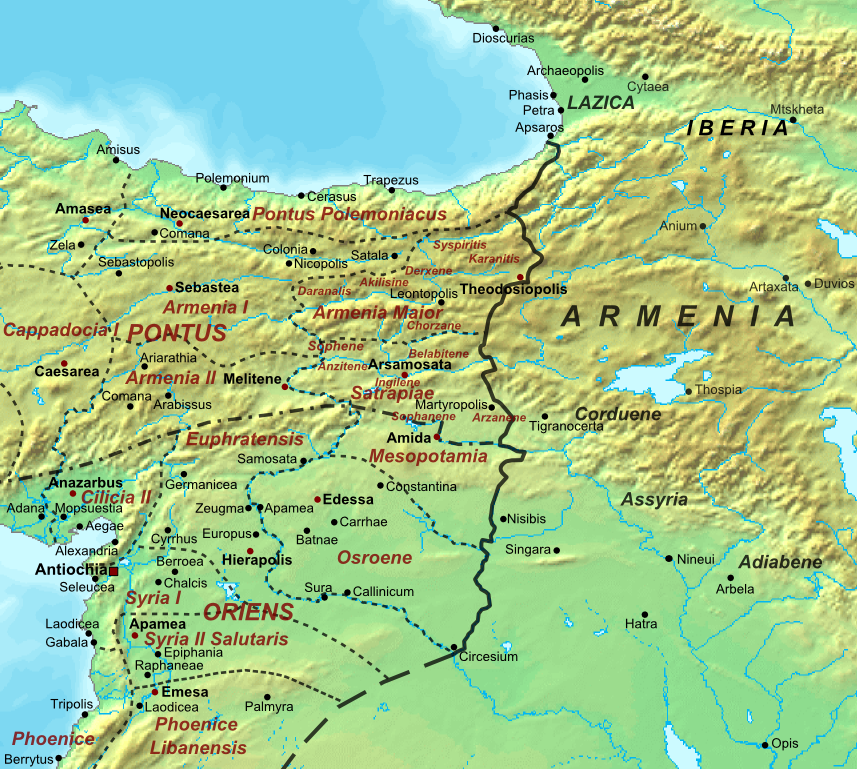
ローマ帝国とサーサーン朝の国境

388年、シャープール3世は貴族らとの政争に敗れ、暗殺された。バハラームは父の後を継ぎ、サーサーン朝皇帝（シャー）に即位した。
バハラーム4世はアルメニア王・ホスロー4世に不信感を抱き始めた。結果、ホスロー4世を廃位して、その弟ヴラムシャプーが王位を継承した。ホスロー4世を廃位した直接の原因は、サーサーン朝に意見を伺わないまま、サハクをカトリコス（総主教）に任命したことともされる。
395年、フン族がローマ帝国のソフィーネ州、西アルメニア、メソポタミア、シリア、カッパドキアに侵攻した。多くの捕虜を引き連れてガラティアまで到達した。今度はサーサーン朝領に侵攻し、ティグリス川・ユーフラテス川沿いの田園地帯を破壊して回った。しかし、サーサーン朝軍はすぐに反撃し、フン族の軍は敗れ、フン族の戦利品を奪回した。バハラーム4世はローマ人の捕虜たちにヴェフ・アルダシールとクテシフォンに留まることを許し、パンやワイン、油など食料を恵んでいる。フン族から解放された捕虜のほとんどは、後に故郷に戻った。フン族の侵攻は、地形的な防御に欠くイラン地域をより厳重に安全性を保障する必要性があると示唆するものであった。
399年、バハラーム4世は狩猟中に矢に当たり、死亡した。9世紀の歴史家アブー・ハニーファ・ディーナワリーはこの事件を単なる事故としているが、タバリーは「殺人集団による犯行」と記述している。現代の歴史家たちは、この事件の背後で貴族が暗躍していたという説を唱えている。スコット・マクドナウ（Scott McDonough）によると、バハラーム4世は、サーサーン朝の軍事力の大半を掌握していた、パルティア系貴族（ウズルガーン）の勢力を削減しようとしたために殺害された。パルティア系貴族はイラン高原を勢力基盤にして、自治権を持っているなど、サーサーン朝から半ば独立状態にあった。当時のサーサーン朝皇帝は、パルティア系貴族の勢力を抑えようと試みては、皇帝自身が暗殺される結果に終わっていた。スコット・マクドナウは、パルティア系貴族があくまでも個人的な利益や盟約のために行動しており、ペルシャ人であるサーサーン朝の皇帝に協力していたのは、おそらく同じ「アーリア人」（イラン人）であるという民族意識によるものと主張している。バハラーム4世の没後、弟のヤズデギルド1世が後を継いで皇帝に即位した。ヤズデギルド1世は貴族たちの行動を警戒し抑制しようと努め、キリスト教徒を重用したが、彼もまた貴族から暗殺されている。

## 人柄
アラビア語資料における、バハラーム4世に対しての評価は賛否両論あるが、概ね好意的に描かれている。タバリーはバハラーム4世の統治に対して、「立派な方法で臣民を統治し、その統治は賞賛された」と記述している。9世紀の学者イブン・クタイバはバハラーム4世の「正義と善政の追求」に言及している。対してハムザ・アル＝イスファハニは「尊大だが、残酷で臣民を無視した統治者」と評価している。12世紀の歴史家イブン・アル＝バルヒーも、「決してマザリム（=裁判所）を置かなかった自己中心的な王」と否定的に評価している。

## 硬貨

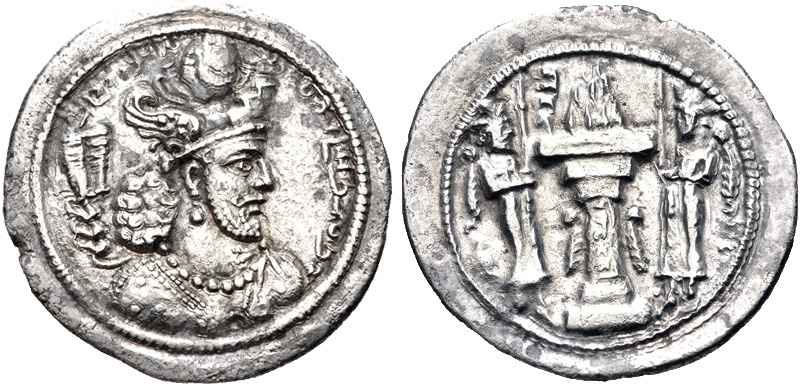
バハラーム4世のドラクマ硬貨。スパーハーンもしくはクテシフォンで鋳造された。

バハラーム4世の硬貨では、翼の装飾がついた王冠を被った姿で描かれており、ウルスラグナ（バハラーム）をモチーフとしている。飾り翼はゾロアスター教の最高神であるアフラ・マズダーの象徴である城壁冠に取り付けられている。
バハラーム4世は、サーサーン朝において初めて王冠に2人の神の要素を組み合わせた。このような複数の神の象徴を組み合わせた王冠は、以降の歴代皇帝にも引き継がれた。また、硬貨にその鋳造した場所を刻むことが一般的になったのもバハラーム4世の統治下であった。鋳造場所を明記することで、硬貨の起源をより簡単に識別できるようになった。特に東部の州アバルシャフルでは、サーサーン朝統治下で鋳造された硬貨のうちバハラーム4世時代のものが19パーセントを占めていて、統治者別にみると最大の割合を誇る。アバルシャフルで大量に生産された硬貨は、主に同地に駐留する大規模な軍隊を維持するための資金として使われた。
シャープール2世、アルダシール2世、シャープール3世のように、バハラーム4世もインドのシンド（おそらくヒンド州に相当）でシンド独特の金貨を鋳造している。バハラーム4世の治世下では、フージスタン州のジュンディーシャープールやスーサ等の都市に貨幣鋳造所が設立された。また、北西部のアードゥルパーダガーン州でも貨幣鋳造所が設立された。そこで鋳造された貨幣は、たびたびフン族が侵入してくるコーカサス地方の国境に、侵入の対策としてカスピ海の門を建設する費用に投じられた。

## 印章

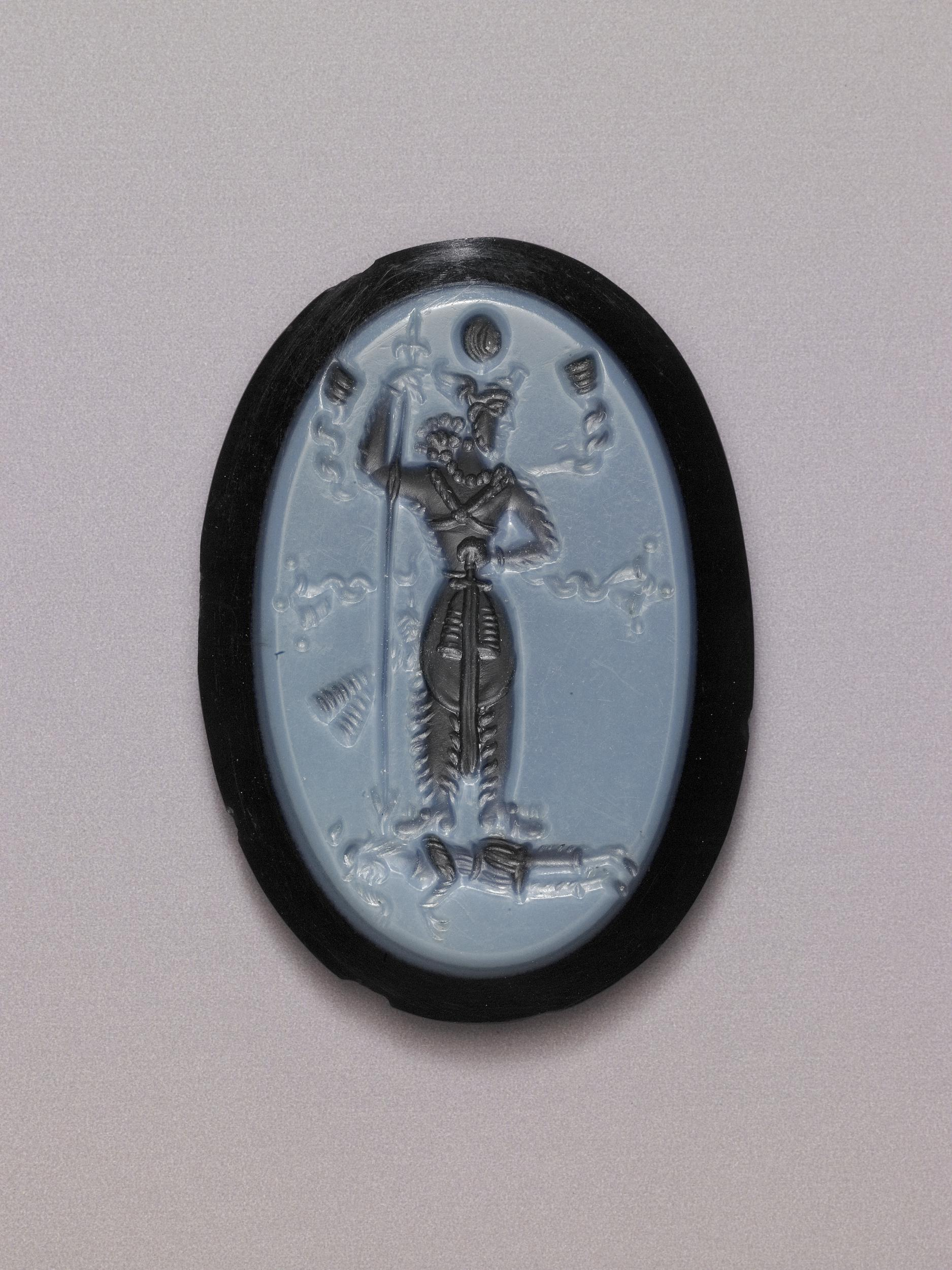
特徴的な王冠を被り、敵の死体（モチーフは不明）を踏み付けているバハラーム4世を描いたオニキス製の印章。大英博物館所蔵。

キルマーンシャー（ケルマーンシャー）としてのバハラーム4世の印章が現存している。中期ペルシア語で書かれた銘刻は「マズダ（アフラ・マズダ）を崇拝する王にしてイラン人と非イラン人の諸王の王、王たちの後継者、シャープール。その息子のワフラーン（＝バハラーム）・ケルマーンシャー」と記されている。また、シャーハンシャーとしてのバハラーム4世の印章も発見されている。大英博物館に所蔵されているこの印章（右図）には、特徴的な王冠を被り、槍を持って、敵の死体を踏み付けているバハラーム4世が描かれている。この横たわっている人物は、アルダシール2世が造影したレリーフに描かれた人物と似ている。そのレリーフに描かれた人物は、363年にサーサーン朝との戦いの最中暗殺されたローマ帝国の皇帝ユリアヌスとされていることから、バハラーム4世の印章に描かれている人物もユリアヌスであるとされる。バハラーム4世もユリアヌスの敗北に貢献したと宣伝することで、バハラーム4世の正当性と強さを主張していると推論されている。